# Butterfly americana
Butterfly americana (Call Me Mister) è un film del 1951 diretto da Lloyd Bacon.
È un musical statunitense con Betty Grable, Dan Dailey, Danny Thomas e Dale Robertson. È basato sull'opera teatrale del 1946  Call Me Mister di Harold J. Rome e Arnold M. Auerbach.

## Produzione
Il film, diretto da Lloyd Bacon su una sceneggiatura un soggetto di Albert E. Lewin e Burt Styler (gli autori dell'opera teatrale), fu prodotto da Fred Kohlmar per la Twentieth Century Fox Film Corporation e girato nei 20th Century Fox Studios a Century City, Los Angeles, California, dal 26 giugno a fine agosto 1950 con un budget stimato in 1,9 milioni di dollari. Il titolo di lavorazione fu  The CATS.

## Colonna sonora
- CALL ME MISTER - scritta da Harold Rome
- JAPANESE GIRL LIKE 'MERICAN BOY - scritta da Sammy Fain, parole di Mack Gordon, cantata e ballata da Betty Grable e dal coro
- I'M GONNA LOVE THAT GUY (LIKE HE'S NEVER BEEN LOVED BEFORE) - scritta da Frances Ash, eseguita da Betty Grable
- LAMENT TO THE POTS AND PANS - scritta da Earl K. Brent, parole di Jerry Seelen, eseguita da Danny Thomas
- GOIN' HOME TRAIN - scritta da Harold Rome, eseguita da Bobby Short
- I JUST CAN'T DO ENOUGH FOR YOU, BABY - scritta da Sammy Fain, parole di Mack Gordon, eseguita da Betty Grable e Dan Dailey
- MILITARY LIFE - scritta da Harold Rome e Jerry Seelen, eseguita da Danny Thomas
- LOVE IS BACK IN BUSINESS - scritta da Sammy Fain, parole di Mack Gordon, eseguita da Betty Grable, Dan Dailey, Benay Venuta e Danny Thomas

## Distribuzione
Il film fu distribuito con il titolo Call Me Mister negli Stati Uniti dal 31 gennaio 1951 al cinema dalla Twentieth Century Fox.
Altre distribuzioni:
- in Svezia il 13 aprile 1951 (Kalla mej älskling)
- in Portogallo il 21 febbraio 1952 (Conquistei Minha Mulher)
- nelle Filippine il 3 giugno 1952
- in Finlandia il 4 dicembre 1952 (Seikkailu Tokiossa)
- in Italia (Butterfly americana)
- in Grecia (Dyo koritsia s' ena loho)

## Critica
Secondo il Morandini "la guerra è solo un pretesto per i numeri di rivista della Grable".